# Grapice
Grapice (deutsch Grapitz; kaschubisch Grôpice) ist ein Dorf in der polnischen Woiwodschaft Pommern. Es gehört zur Landgemeinde Potęgowo (Pottangow) im Powiat Słupski (Stolper Kreis).

## Geographische Lage
Das Dorf liegt in Hinterpommern, etwa 25 Kilometer ostnordöstlich der Kreisstadt Stolp, in einer weiten Ebene und von allen Seiten von Ackerflächen umgeben. 

## Geschichte

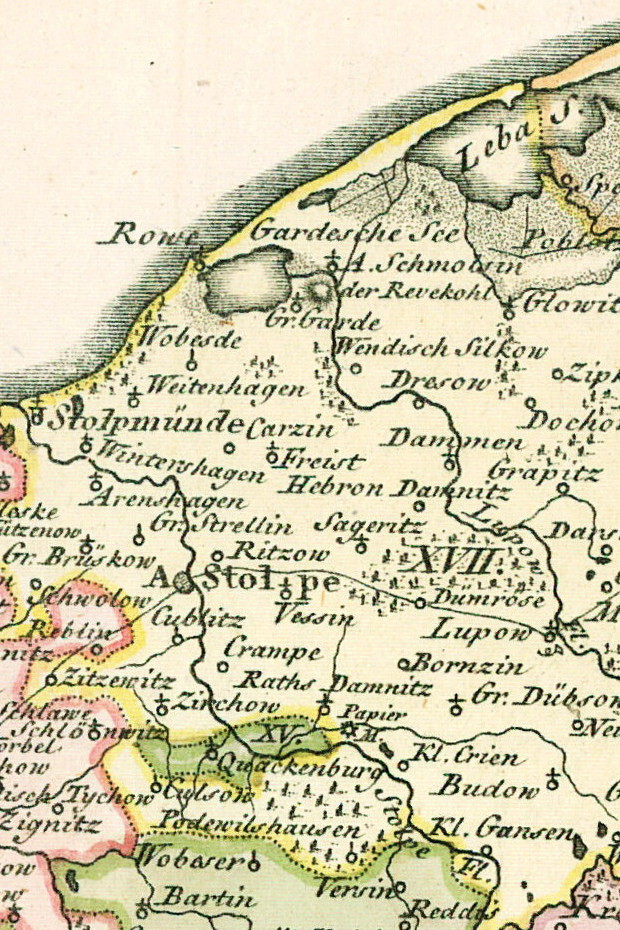
Grapitz, ostnordöstlich der Stadt Stolp (früher Stolpe geschrieben) und östlich des Flusses Lupow, auf einer Landkarte von 1794

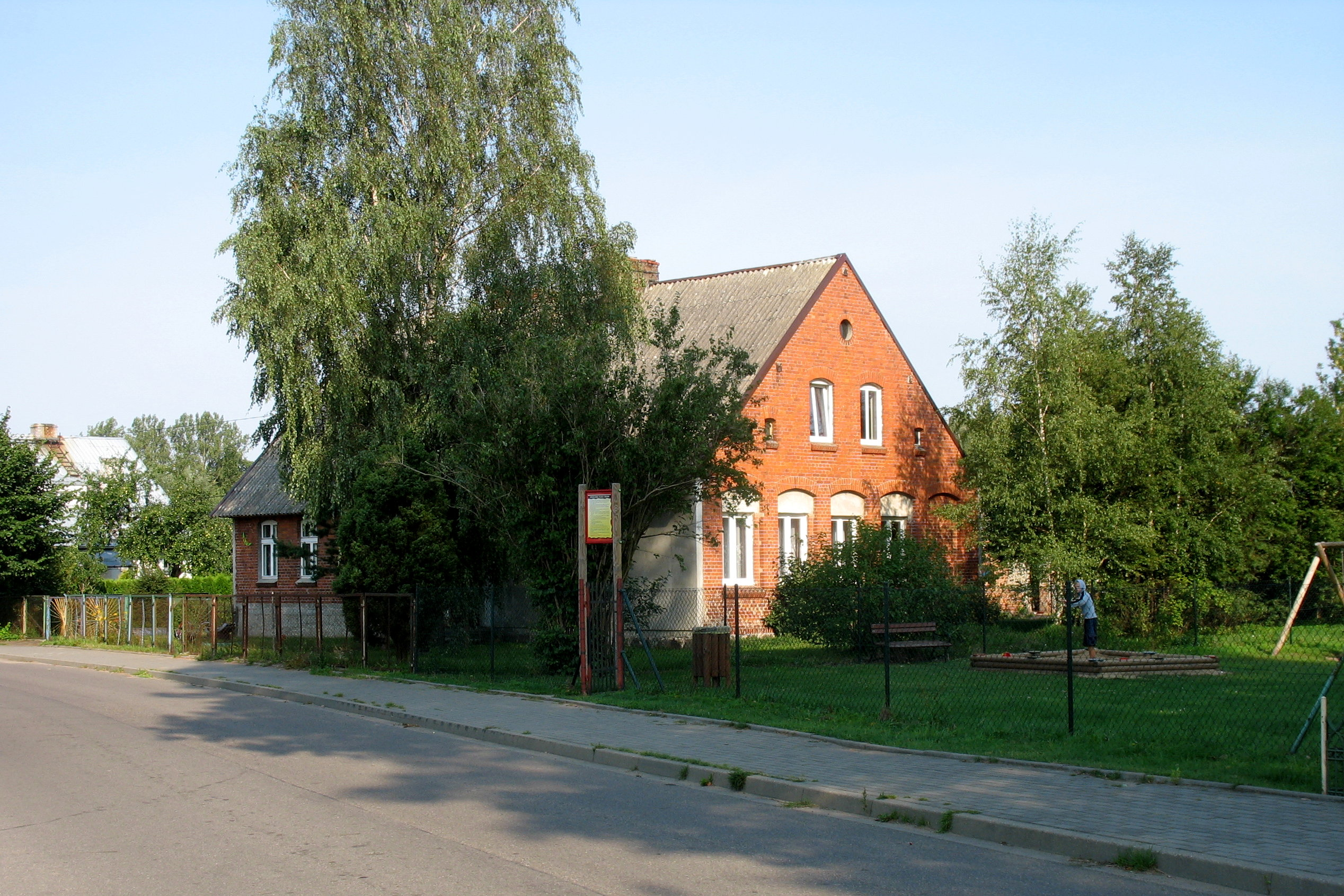
Haus an der Dorfstraße (2014)

Das ehemalige Gutsdorf Grapitz ist seiner historischen Dorfform nach ein kleines Gassendorf. Es war in älterer Zeit ein Lehen der Familie Rexin. Im Jahre 1523 wird ein Pawell rexin to graptze genannt. Durch Heirat ging Grapitz auf die Familie von Zitzewitz über, und 1772 wurde es an Hauptmann Kaspar Friedrich von Massow verkauft.
Um 1784 hatte Grapitz in Vorwerk, vier Bauern, vier Kossäten, einen Schulmeister und das Vorwerk Neu Grapitz bei insgesamt 22 Feuerstellen (Haushalten).  Von 1818 bis 1847 war Grapitz im Besitz der Familie Puttkamer, dann übernahm es die Familie Wallenius. Christoph Wallenius war der vor 1945 letzte Besitzer des Guts Grapitz. 
Am 1. April 1927 hatte das Gut Grapitz eine Flächengröße von 796 Hektar, und am 16. Juni 1925 hatte der Gutsbezirk 293 Einwohner. Am 30. September 1928 wurde der Gutsbezirk Grapitz in eine Landgemeinde gleichen Namens umgewandelt.
Anfang der 1930er Jahre hatte die Landgemeinde Grapitz eine Flächengröße von 8 km². Innerhalb der Gemeindegrenzen standen insgesamt 21 bewohnte Wohnhäuser an zwei verschiedenen Wohnstätten:
1. Grapitz
2. Neu Grapitz

Bis 1945 bildete Grapitz eine Landgemeinde im Landkreis Stolp im Regierungsbezirk Köslin der preußischen Provinz Pommern des Deutschen Reichs. Sie gehörte zum Amts- und Standesamtsbezirk Klein Gluschen und lag im Amtsgerichtsbereich Stolp. 
Gegen Ende des Zweiten Weltkriegs wurde Grapitz am 9. März 1945 kampflos von Truppen der Roten Armee besetzt. Nach Beendigung der Kampfhandlungen wurde die Region anschließend zusammen mit ganz Hinterpommern seitens der sowjetischen Besatzungsmacht der Volksrepublik Polen zur Verwaltung überlassen. Das Gut behielten die sowjetischen Truppen bis 1950 in Besitz. Polen nahmen das restliche Dorf in Besitz und drängten die einheimischen Dorfbewohner aus ihren Häusern und Gehöften. Grapitz wurde unter der polonisierten Ortsbezeichnung ‚Grapice‘ verwaltet. Der Bürgermeister wurde inhaftiert, und die Dorfbewohner wurden enteignet und in der Folgezeit von der polnischen Administration vertrieben. 
Später wurden in der Bundesrepublik Deutschland 108 und in der DDR 25 aus Grapitz vertriebene Dorfbewohner ermittelt.
Das Dorf gehört heute zur Gmina Potęgowo im Powiat Słupski in der Woiwodschaft Pommern (1975 bis 1998 Woiwodschaft Słupsk). Im Jahr 2010 hatte das Dorf 311 Einwohner.

### Demographie
| Jahr | Einwohner | Anmerkungen                                                            |
| ---- | --------- | ---------------------------------------------------------------------- |
| 1818 | 98        | Dorf, adlige Besitzung                                                 |
| 1852 | 180       | Dorf                                                                   |
| 1864 | 222       | am 3. Dezember, Gutsbezirk                                             |
| 1867 | 218       | am 3. Dezember, Gutsbezirk                                             |
| 1871 | 188       | am 1. Dezember, Gutsbezirk, sämtlich Evangelische                      |
| 1885 | 200       | am 1. Dezember, Gutsbezirk, darunter 199 Evangelische und ein Katholik |
| 1890 | 191       | am 1. Dezember, Gutsbezirk                                             |
| 1910 | 242       | am 1. Dezember, Gutsbezirk                                             |
| 1925 | 293       | sämtlich Evangelische                                                  |
| 1933 | 289       | [ 16 ]                                                                 |
| 1939 | 274       | [ 16 ]                                                                 |

Im Jahr 2010 wurden in dem Dorf 311 Einwohner gezählt.

## Kirche
Vor 1945 waren die Dorfbewohner von Grapitz fast ausnahmslos evangelisch. Der Ort gehörte zum Kirchspiel Dammen im Kirchenkreis Stolp-Altstadt im Ostsprengel der Kirchenprovinz Pommern der Kirche der Altpreußischen Union. Letzter deutscher Geistlicher war Pfarrer Magnus Erdmann.
Die seit 1945 und Vertreibung der einheimischen Dorfbewohner anwesende polnische Einwohnerschaft ist überwiegend katholisch. Der Ort ist der polnischen Pfarrei Damno (Dammen) angegliedert, die zum Dekanat Główczyce (Glowitz) im Bistum Pelplin der Katholischen Kirche in Polen gehört. 
Hier lebende evangelische Kirchenglieder sind der Kirche in Główczyce (Glowitz) zugeordnet, die Filialkirche der Kreuzkirchengemeinde in Stolp in der Diözese Pommern-Großpolen der Evangelisch-Augsburgischen Kirche in Polen ist.

## Schule
In der im Jahre 1932 einstufigen Volksschule in Grapitz unterrichtete ein Lehrer 50 Schulkinder. Letzter Schulhalter vor 1945 war Lehrer Max Geske.

## Verkehr
Durch den Ort führt eine Nebenstraße, die Żelkowo (Wendisch Silkow, 1938–45 Schwerinshöhe) an der Woiwodschaftsstraße 213 und Damno (Dammen) mit Potęgowo (Pottangow) an der polnischen Landesstraße 6 (ehemalige deutsche Reichsstraße 2, heute auch Europastraße 28) verbindet. Eine parallel zum Lebatal in Nord-Süd-Richtung verlaufende Nebenstraße führt einen Kilometer am Ort vorbei. 
Bis zur nächstgelegenen Bahnstation Strzyzyno Słupskie an der Bahnstrecke von Danzig nach Stargard sind es 4,5 Kilometer.